# Endothia
Endothia är ett släkte av svampar. Endothia ingår i familjen Cryphonectriaceae, ordningen Diaporthales, klassen Sordariomycetes, divisionen sporsäcksvampar och riket svampar.
| Endothia | \| \| Endothia fluens \| \| \| \| \| \| Endothia radicalis \| \| \| \| |
|          | \| \| Endothia fluens \| \| \| \| \| \| Endothia radicalis \| \| \| \| |
|          | Cryphonectria                                                          |
|          |                                                                        |
|          | Endothiella                                                            |
|          |                                                                        |
|          | Chrysoporthe                                                           |
|          |                                                                        |
|          | Amphilogia                                                             |
|          |                                                                        |
|          | Aurapex                                                                |
|          |                                                                        |
|          | Celoporthe                                                             |
|          |                                                                        |
|          | Holocryphia                                                            |
|          |                                                                        |
|          | Ursicollum                                                             |
|          |                                                                        |
|          | Microthia                                                              |
|          |                                                                        |
|          | Prosopidicola                                                          |
|          |                                                                        |
|          | Chrysoporthella                                                        |
|          |                                                                        |
|          | Rostraureum                                                            |
|          |                                                                        |
|          | Endothia fluens                                                        |
|          |                                                                        |
|          | Endothia radicalis                                                     |
|          |                                                                        |

|  | Endothia fluens    |
|  |                    |
|  | Endothia radicalis |
|  |                    |